# Diego de Landa
Diego de Landa Calderón (Cifuentes, 12 de novembro de 1524 – Mérida, 29 de abril de 1579) foi um bispo católico do século XVI. Os seus textos contêm muita informação valiosa sobre a civilização maia, não obstante o fato de Diego ter sido um dos principais responsáveis pela destruição de muito da história, literatura e tradição dessa civilização.

## A conversão dos maias
Nascido em Cifuentes, em Guadalajara, Diego de Landa tornou-se um monge franciscano em 1541 e, passado pouco tempo, seria um dos primeiros franciscanos a ser enviado para o Iucatã. Foi encarregado de levar a fé católica aos povos maias após a conquista do Iucatã, presidindo um monopólio espiritual concedido à ordem franciscana pela coroa espanhola e trabalhando diligentemente com vista à afirmação do poder da ordem, enquanto convertia os indígenas maias. Inicialmente, foi colocado no convento de San Antonio de Padua em Izamal, o qual servia também como a sua residência principal na região.
É o autor de Relación de las Cosas de Yucatán, obra em que cataloga a língua, religião, cultura e sistema de escrita maias. O manuscrito original foi escrito por volta de 1566, após o seu regresso à Espanha; porém, as cópias originais há muito que se perderam. O relato é conhecido apenas na sua forma resumida, a qual, por seu lado, sofreu várias alterações feitas por sucessivos copistas. A versão conhecida actualmente foi produzida cerca de 1660, e descoberta em 1862 pelo clérigo francês Charles Etienne Brasseur de Bourbourg. Brasseur de Bourbourg publicou o manuscrito dois anos mais tarde, numa edição bilíngue intitulada Relation des choses de Yucatán de Diego de Landa.

## Inquisição

### Destruição dos arquivos maias
Após ter tomado conhecimento de maias católicos que continuavam a praticar o "culto de ídolos", ordenou uma inquisição em Maní que terminaria com um auto de fé. Durante a cerimónia efectuada no dia 12 de julho de 1562, um número indeterminado de códices maias (ou livros; Landa admite 27, outras fontes falam de "99 vezes esse número") e aproximadamente 5 000 imagens de cultos maias foram queimados. Descrevendo as suas próprias acções, Landa escreveria, mais tarde:
Encontrámos um grande número de livros escritos com estes caracteres e, como não continham nada que não pudesse ser visto como superstição e mentiras do diabo, a todos queimamos, o que eles [os maias], muito lamentaram, causando-lhes grande aflição.
Apenas se conhecem três "livros" pré-colombianos em escrita maia (também chamados códices) e, talvez, fragmentos de um quarto. Colectivamente, estas obras são designadas como códices maias.

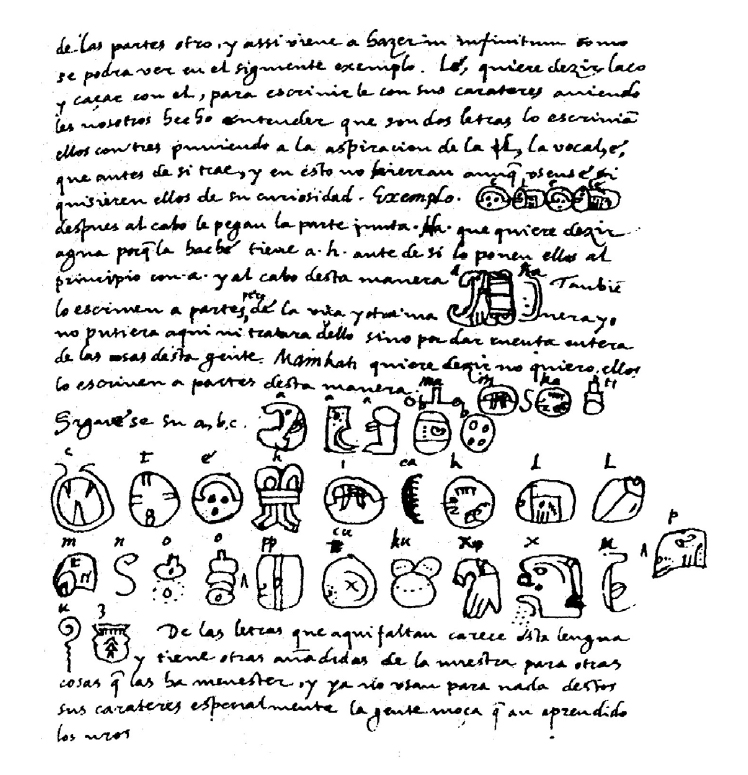
Imagem da página da Relación de las Cosas de Yucatán na qual Landa descreve o seu "alfabeto" maia, o qual se mostraria essencial na decifração da escrita maia conseguida em meados do século XX.

A inquisição de Landa submeteu os indígenas maias a um grau de abuso físico que muitos consideraram excessivo e que era, no mínimo, pouco usual. Inúmeros nobres maias foram encarcerados enquanto aguardavam interrogatório, e muitos nobres e populares maias foram sujeitos a interrogatório durante içamento. No içamento, as mãos das vítimas eram amarradas a uma corda que era, depois, esticada até o corpo se encontrar totalmente suspenso no ar. Por vezes, eram adicionados pesos de pedra aos tornozelos ou, ainda, chicoteava-se a vítima durante o interrogatório.
Alguns observadores contemporâneos sentiam-se incomodados com este uso alargado da tortura. Os indígenas haviam sido isentados da autoridade da inquisição por decreto da coroa, com o fundamento de que o seu entendimento do cristianismo era "demasiado infantil" para que fossem considerados culpados de heresias. Além disso, Landa dispensou muitos dos longos procedimentos formais e documentais que acompanhavam a tortura e interrogatórios espanhóis.

## Consagração como bispo
Landa defendeu as suas acções argumentando que, durante o processo de eliminação da idolatria, ele havia descoberto evidências de sacrifício humano. No entanto, uma das supostas vítimas, o encomendero Dasbatés, de Maní, seria, mais tarde, encontrado vivo.
Landa foi enviado de volta à Espanha pelo bispo Toral, para ser julgado por haver conduzido uma inquisição ilegal. As suas acções foram fortemente condenadas perante o Conselho das Índias, o que levou à nomeação de uma "comissão de doutores" para levar, a cabo, uma investigação sobre os alegados crimes cometidos por Landa. Em 1569, a comissão absolveu Landa dos crimes de que era acusado. O bispo Toral faleceu no México, em 1571, permitindo, ao rei Filipe II de Espanha, nomear Landa como quarto bispo do Iucatã.

## Landa e os estudos maias
A Relación de Landa criou, também, um valioso registo do sistema de escrita maia, o qual, apesar das suas imprecisões, mostrar-se-ia, mais tarde, fundamental na decifragem do sistema de escrita. Landa pediu, aos seus informadores (as suas fontes primárias eram dois indivíduos maias descendentes de uma dinastia governante maia, conhecedores do sistema de escrita), que escrevessem os símbolos glíficos, fazendo corresponder, a cada um, letras do alfabeto espanhol, na crença de que deveria haver uma correspondência de um-para-um entre eles. Os resultados foram cuidadosamente reproduzidos por Landa no seu relato posterior, embora ele reconhecesse que o conjunto continha inconsistências aparentes e duplicações, as quais ele não sabia explicar. Os investigadores que, mais tarde, reviram este material formaram, também, a opinião de que o alfabeto de Landa era impreciso ou fantasioso, e muitas tentativas posteriores de utilização desta transcrição não foram convincentes. Foi só muito mais tarde, em meados do século XX, que surgiu a ideia, mais tarde confirmada, de que não se tratava da transcrição de um alfabeto, mas antes de um silabário. A confirmação desta ideia foi estabelecida apenas na década de 1950 pelo trabalho do linguista soviético Yuri Knorozov e da geração seguinte de maianistas.